# Ferdinand Engelmüller
Ferdinand Engelmüller (22. prosince 1867 Praha-Nové Město – 29. září 1924 Praha-Hradčany) byl český malíř a grafik, žák prof. Julia Mařáka na pražské malířské Akademii.

## Život

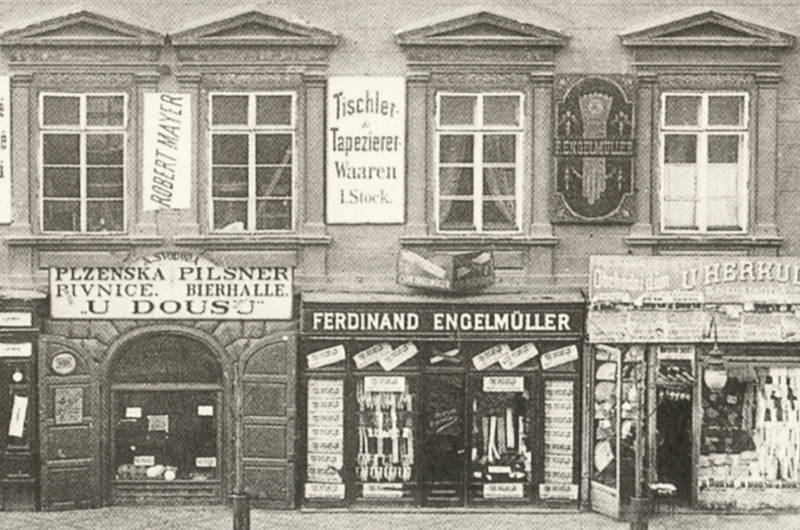
Obchod otce Ferdinanda Engelmüllera na Václavském nám

Narodil se 22. prosince 1867 v Praze, na Novém Městě, jako první potomek rodičů Ferdinanda Engelmüllera a Rosiny, rozené Le Gros. Jeho otec byl rukavičkářem a jeho matka pocházela z francouzské důstojnické rodiny. Ferdinand měl pět mladších sourozenců – druhorozeného Karla (1872), a dále Emila (1873), Augusta (1875), Josefa (1876) a nejmladší z dětí byla sestra Růžena (1877). Otec si přál, aby nejstarší syn Ferdinand převzal zavedenou rukavičkářskou živnost, což se nestalo, a tato povinnost pak připadla na jeho bratra Emila.

### Studia
Po absolvování obecné školy nastoupil na c.k. českou reálnou školu pražskou v Ječné ulici, kde absolvoval školní rok 1881/1882. Na reálce jej učil kreslení profesor Petr Mužák, manžel K. Světlé. Ve studiu na reálce nepokračoval a studium ukončil. Nastoupil k otci do rukavičkářské dílny a posléze se vyučil rukavičkářem.
V otcově dílně však pracoval jen krátce, neboť byl přijat ke studiu na Akademii výtvarných umění v Praze, pro nesporný talent bez zkoušek. V roce 1889 nastoupil do samostatné specializované krajinářské školy profesora Julia Mařáka na reorganizované pražské Akademii, a již v tomto roce byla Engelmüllerova díla poprvé otištěna v časopise Světozor.
V roce 1892 započal své studijní cesty; nejen na popud Mařáka odjel do tehdejšího carského Ruska, kde navštívil mimo jiné i Volyni (u knížete Sanguzska pracoval jako učitel jeho dcer), Lvov, Bělgorod a Tarnów. V polovině roku 1892 se vrátil na Moravu a pobýval na zámku v Kvasicích, v říjnu téhož roku odjel do Vídně. Během cest pokračoval ve vyučování kresby a malby v měšťanských a šlechtických rodinách.
Následně se Engelmüller vrátil do Prahy a nastoupil do dalšího akademického roku 1892/1893 Mařákovy krajinářské školy. V roce 1893 obdržel cestovní Purmanovo stipendium a ještě téhož roku odjel do Ruska, kde navštívil opět Lvov a Kyjev. V letech 1893–1894 cestoval po Evropě. Navštívil Budapešť, Záhřeb, Benátky, a zavítal i do jižního Tyrolska. Svá studia na pražské Akademii ukončil roku 1894.
V roce 1895 navštívil Slovensko a poté odjel malovat na Šumavu. V roce 1897 odjel do Vídně, Lince, Salcburku, a pokračoval dál do Mnichova a Norimberku.
Roku 1913 podal žádost o přijetí na pražskou malířskou Akademii, kde se uvolnilo místo profesora krajinářské školy. Jeho žádost však nebyla vyřízena kladně.

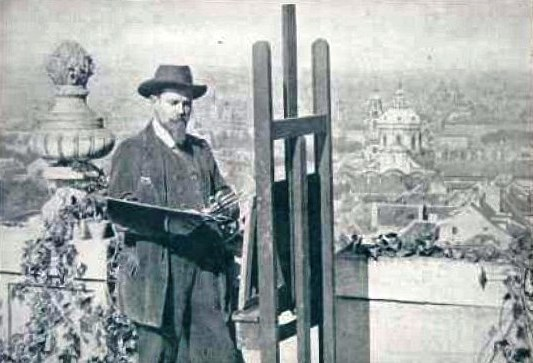
Malíř při práci (kol. roku 1900)

### Rodina
Po návratu z cest (v roce 1897) se Ferdinand Engelmüller poprvé oženil. Jeho manželkou se stala Marie Chourová (* 1873), kterou znal již od dětství. V roce 1899 se jim narodil syn Ferdinand. Pro svého malého syna Engelmüller ilustroval Palečkovy příhody (francouzského vydavatele Pierra Julese Hetzela, který psal knihy pro děti a mládež pod pseudonymem P. J. Stahl).
V roce 1909 se mu narodila dcera Maria, která se v roce 1926 provdala a přestěhovala do Jugoslávie. Porodila sedm dětí. Zemřela v roce 1977.
Manželství skončilo odchodem manželky v roce 1905, posléze rozvodem (v roce 1911).
Druhou jeho manželkou byla profesorka Irena Schmidová (* 1885), dalším synem Václav (během 2. svět. války zabit gestapem).

### Dílo
V roce 1896 se Engelmüller stal členem spolku Mánes, kde setrval do roku 1905.
V roce 1903 se v Rudolfinu konala Engelmüllerova první velká výstava, po níž následovala řada dalších. Hojně vystavoval nejen v Praze a v Čechách, ale také v celé Evropě, pravidelně se zúčastňoval vystav, pořádaných Krasoumnou jednotou a Uměleckou besedou, dále členských výstav spolku Mánes a Jednoty umělců výtvarných. Jeho obraz Na mrtvém rameni Labe byl již roku 1891 vystaven na Zemské jubilejní výstavě v Praze.
Jeho první ateliér se nacházel v Praze, na Františkově (Smetanově) nábřeží č.18, v domě zvaném „Bellevue“. V roce 1916 se přestěhoval do atelieru v Hrzánském paláci (Loretánská ulice č.177).
V letech 1907–1908 pobýval Engelmüller v umělecké kolonii Worpswede a Dachau u Mnichova.
V roce 1908 byl jmenován řádným členem Union internationale des Beaux-Arts et lettres v Paříži.
Ještě před svou smrtí uspořádal poslední soubornou výstavu v Rubešově galerii (dnes Špálově), kde bylo vystaveno na třicet obrazů. Podle dobových recenzí víme, že mezi nimi byly vystaveny lesní kompozice, které byly namalované olejem a pastelem (práce pastelem byly Engelmüllerovou specialitou). Obraz Polabí byl tehdy zakoupen Ministerstvem školství pro výzdobu vládních místností. Ministerstvo školství se stalo třetím ministerstvem, které jeho obrazy vlastnilo. V posledních letech svého krátkého života malíř pracoval i na veřejných zakázkách. V nich předvedl svůj malířský um a dovednost reprezentativně zobrazit českou krajinu. Engelmüller se také ukázal být velkým vlastencem, který podporoval národní myšlenku. Nejvíce se projevovala jeho podporou pražského Sokola a pracemi pro něj, nezapomínal ani na milované Polabí. Hlavní tvorbu doplňoval občas ilustracemi knih a vydáváním alb s reprodukcemi svých děl.

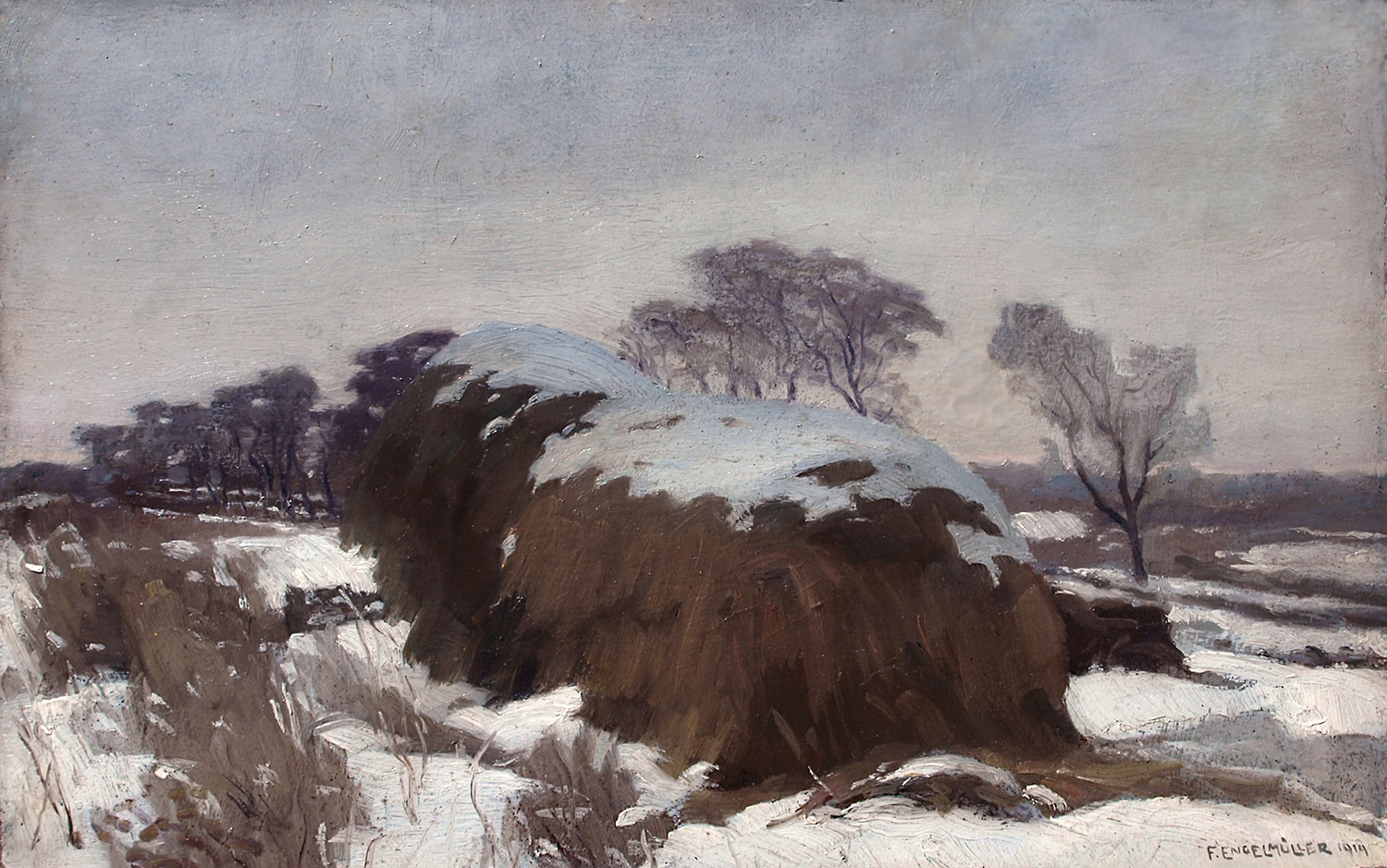
Obraz z roku 1914

Ve snaze zajistit dobré podmínky pro syna, kterého vychovával po odchodu první manželky sám, a pro novou rodinu, pracoval Engelmüller nadmíru. V roce 1923 začal pociťovat zdravotní problémy, a aby se zotavil, odjel do Staré Boleslavi, do svého oblíbeného kraje. Jeho zdravotní stav se však nadále zhoršoval a tak byl převezen zpět do Prahy. Dne 29. září 1924 malíř ve svém bytě na Hradčanech zemřel.
Ve dvacátých letech stál u zařizování posmrtných výstav Ferdinand Engelmüller ml., který se snažil udržet otcův odkaz v povědomí lidí. Dva roky po malířově smrti se rozhodla Jednota výtvarných umělců společně s uměleckým odborem Podbělohorské sokolské župy uspořádat velkou výstavu. Většinu z těchto kreseb zakoupila Moderní galerie v Praze, nyní v majetku Národní galerie v Praze. Dražila se všechna díla, které rodina ještě měla. Zahrnovala kresby, olejomalby, pastely, lepty a litografie. Dokonce se dražila paleta a štětce. Kurátoři výstavy se snažili o prezentaci celého díla, od devadesátých let až do umělcovy smrti. Celkem bylo vystaveno 115 děl. Expozice zabrala čtyři sály v Obecním domě.

## Soukromá malířská škola
V roce 1897 Engelmüller založil vlastní soukromou malířskou školu. V časopisu Světozor zveřejnil oznámení, že od 1. října 1897 přijímá přihlášky ke studiu. Výuka probíhala v malířově atelieru. Mezi Engelmülerovy žáky patřil například Otakar Nejedlý, Marie Chodounská, Jaroslav Šetelík, Otakar Štáfl, Josef Vacke, malířka Marie Dostalová a mnoho dalších. Krátce navštěvoval tuto malířskou školu i Václav Špála a Willi Nowak.
Jeho škola se záhy stala velmi známou a uznávanou, byla chápána jako přípravka Akademie výtvarného umění, i když nikdy nebyla oficiálně jmenována. Engelmüller se při vedení školy inspiroval metodou výuky svého učitele Julia Mařáka. Stejně jako on svou výuku zaměřil především na malbu v plenéru. Byl zastáncem hesla „Maluji, jak vidím“. Se svými žáky vyhledával podobná místa jako Julius Mařák. Jezdili především do přírody v okolí Labe, ale také do Peruce u Loun. Engelmüller se vývojem své tvorby, a tím i výukou, lišil od svých spolužáků krajinářů. Nezůstal jen u klasického zobrazování krajiny, ale experimentoval. Brzy vyměnil olejomalbu za techniku pastelu, kterou stále zdokonaloval. Snažil se o prodloužení její trvanlivosti a vůbec stálosti barev. Jako jeden z prvních v českém umění začal používat pastel na zachycení krajiny. Jeho pastelové krajiny se vyznačovaly velkou jemností a barevnou svěžestí. Později se také začal věnovat grafickým technikám, především leptu a litografii. V této oblasti byl samoukem, a přesto zde dosáhl značné dokonalosti, všechny své znalosti předával svým žákům. Na grafických listech opakoval své oblíbené polabské motivy, motivy z Prahy a své tradiční zobrazení starých, opuštěných a zanedbaných zámeckých zahrad a parků, které začal malovat při svých pobytech v Rusku. Pozornost tak nezaměřoval jen na krajinu, ale zkoušel malířsky i graficky zaznamenávat městskou architekturu, zvláště Prahy.

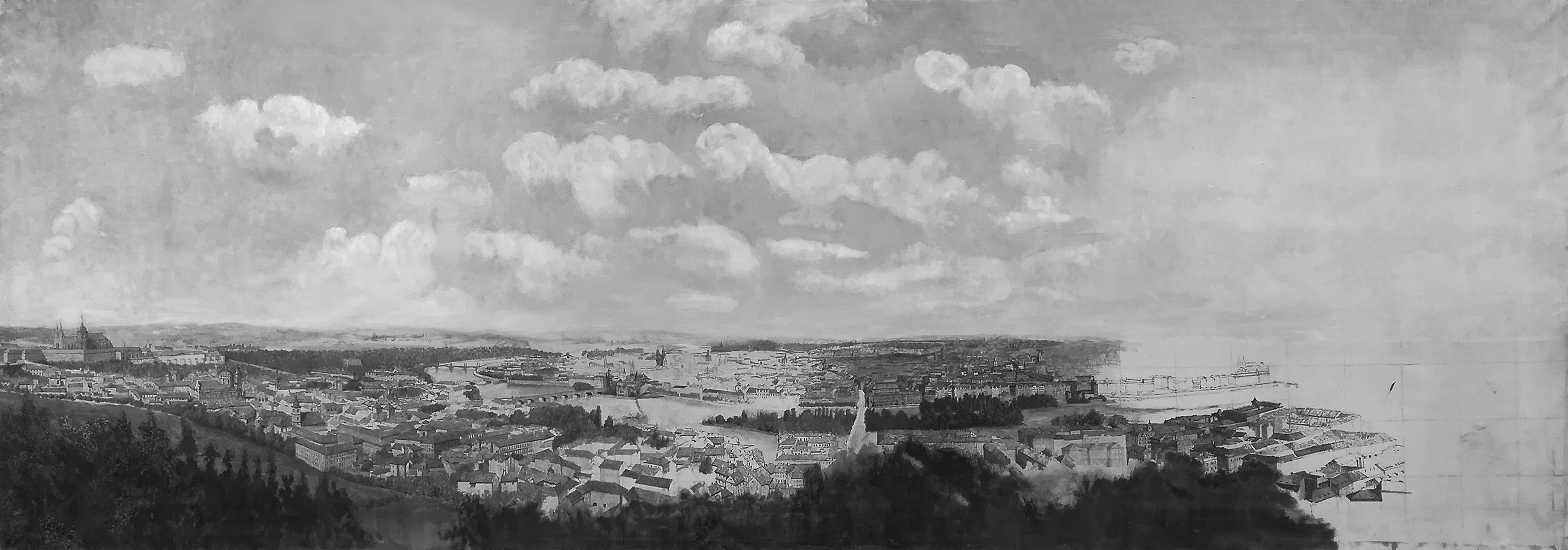
Poslední nedokončený obraz – panoráma Prahy

Ve svém ateliéru malíř také každoročně pořádal velké výstavy ve prospěch hladovějících dětí a Letního domova.
Pro svou malířskou školu, která vychovávala a připravovala adepty ke studiu na pražskou AVU v letech 1897–1924, Engelmüller také napsal v r. 1922 učebnici – jako pomůcku pro začínající malíře – Cesty k malířskému umění, která je dodnes u nás jedinou svého druhu. Nejprve vyšla jako sešity, pak byla (několikrát) vydána knižně. Úpravy učebnice později dělal i jeho syn, který ve čtvrtém vydání odstranil původní uměleckohistorickou kapitolu (pro její zastaralost a neaktuálnost), a napsal nový úvod ke knize. JUDr. Ferdinand Engelmüller ml., který se staral o otcovu pozůstalost, napsal také několik vzpomínkových statí o otcově životě a práci.
Ferdinand Engelmüller se řadí nejen díky své pedagogické činnosti, ale i vzhledem k přínosu např. pro rozvoj pastelové techniky, svému technickému umu kresby a malby, a neposlední řadě i pořádáním prvních ateliérových výstav se sociálním podtextem, k důležitým osobnostem českého výtvarného umění přelomu devatenáctého a dvacátého století.

## Galerie

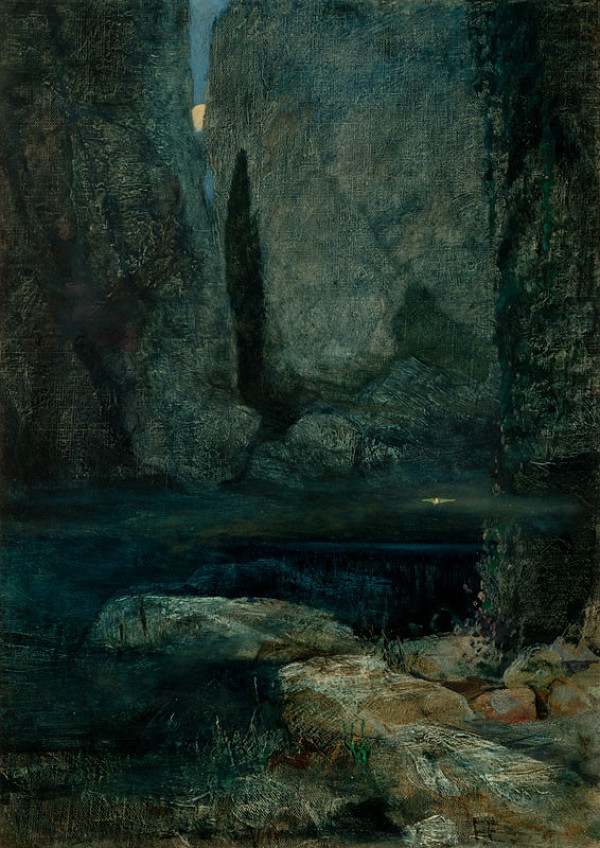
Ferdinand Engelmüller Klid (1897)
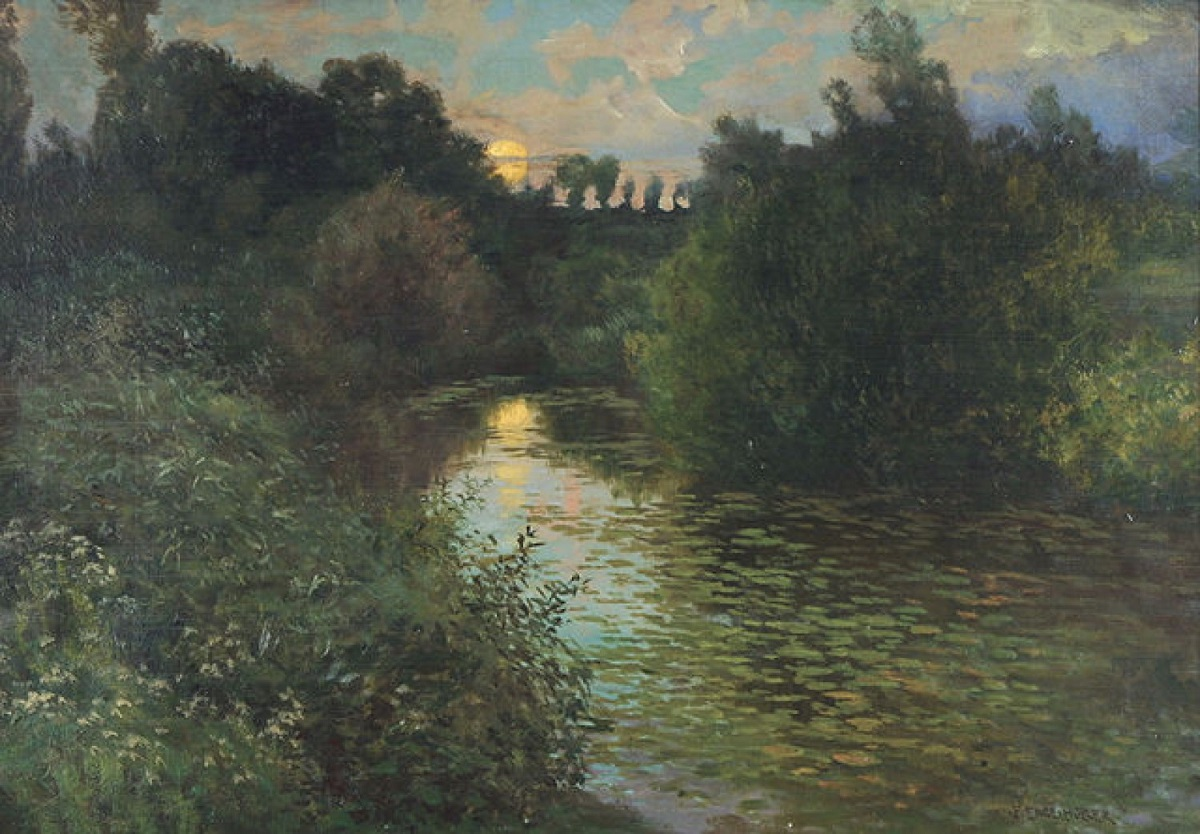
Ferdinand Engelmüller Soumrak
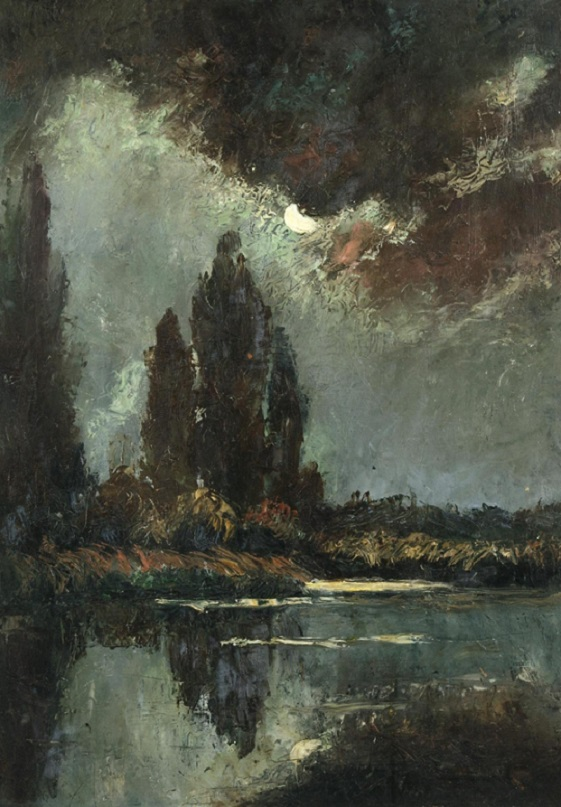
Ferdinand Enegelmüller Měsíční svit
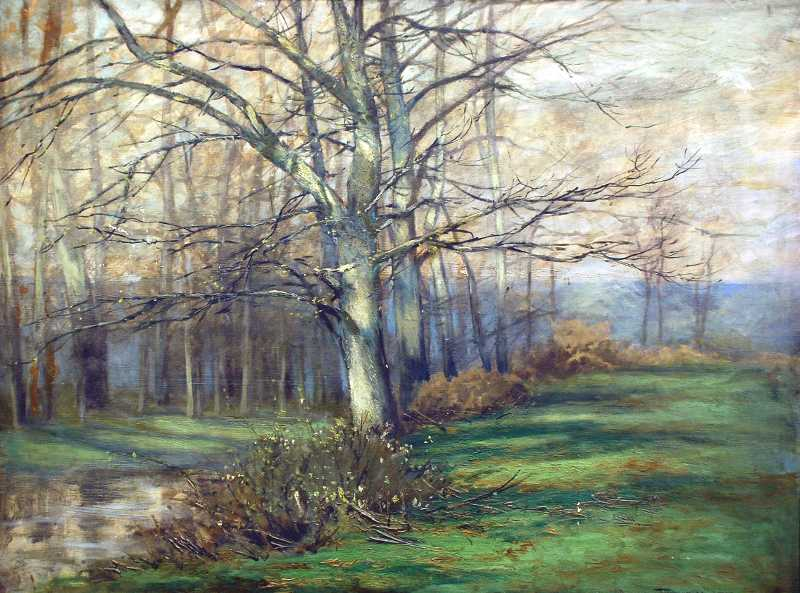
Ferdinand Engelmüller Lesní zátiší (1900)
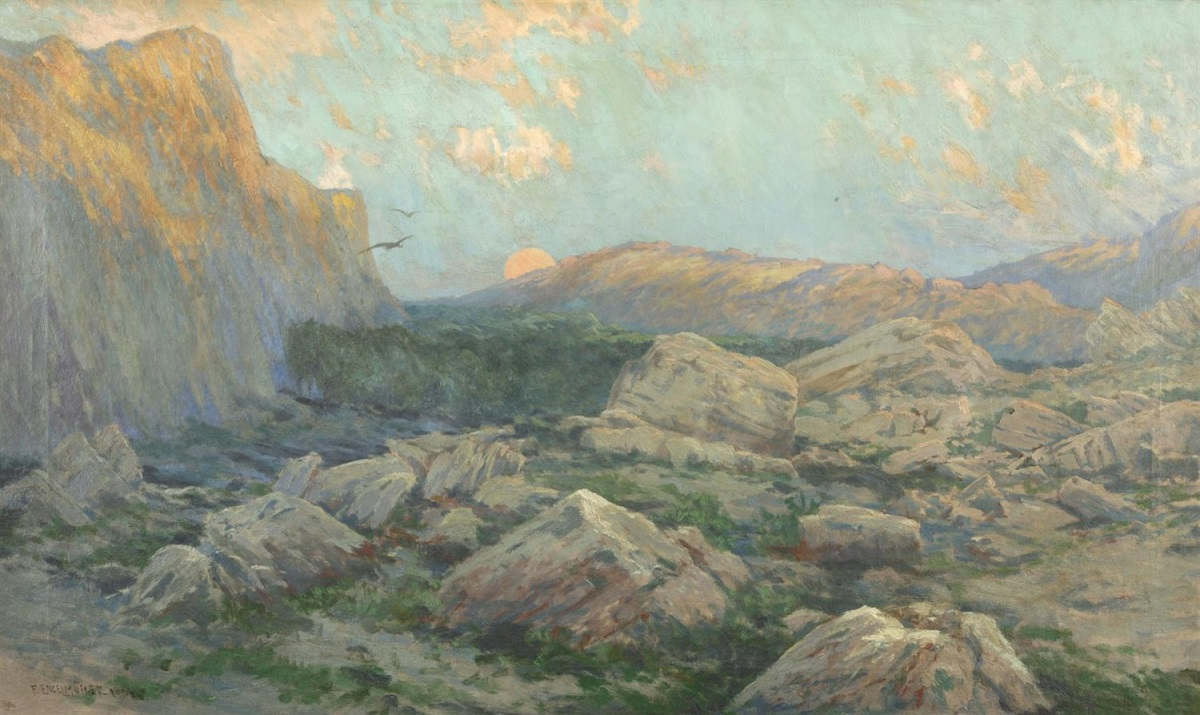
Ferdinand Engelmüller Západ slunce nad horami (1904)
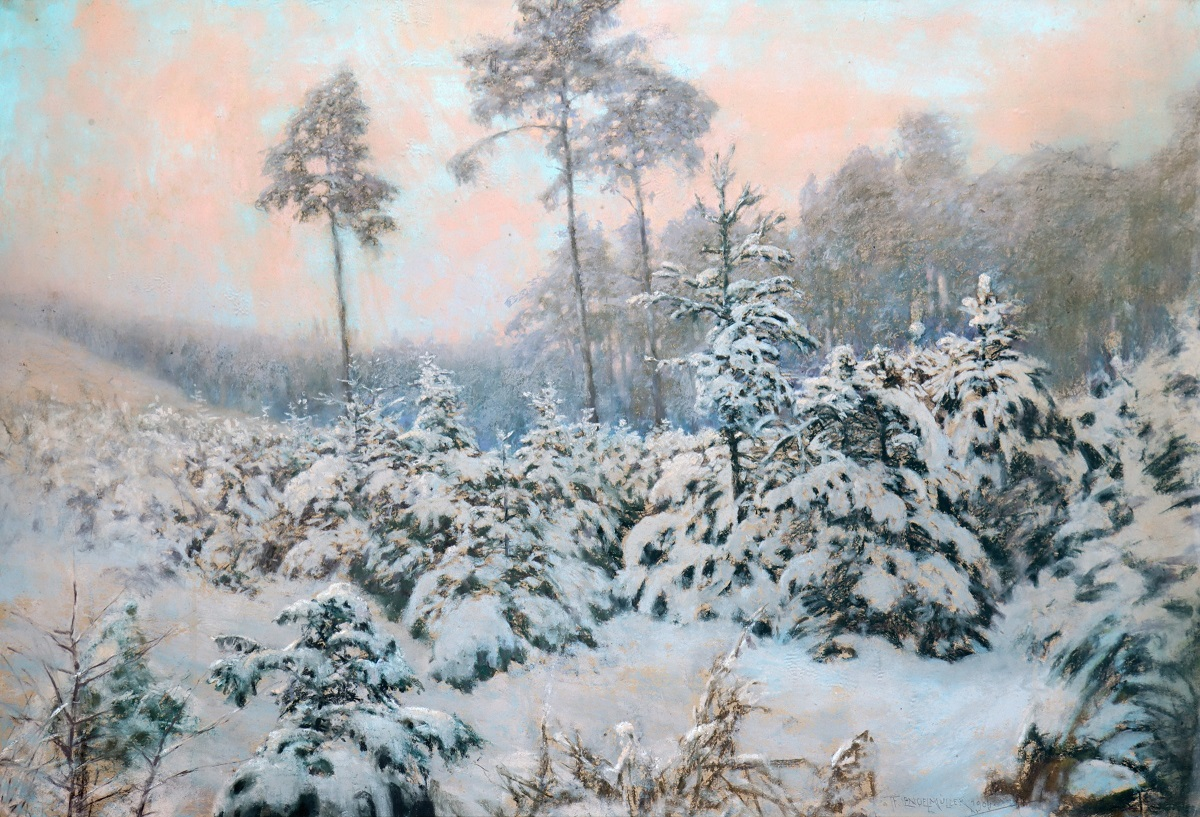
Ferdinand Engelmüller Zasněžený les (pastel, 1904)
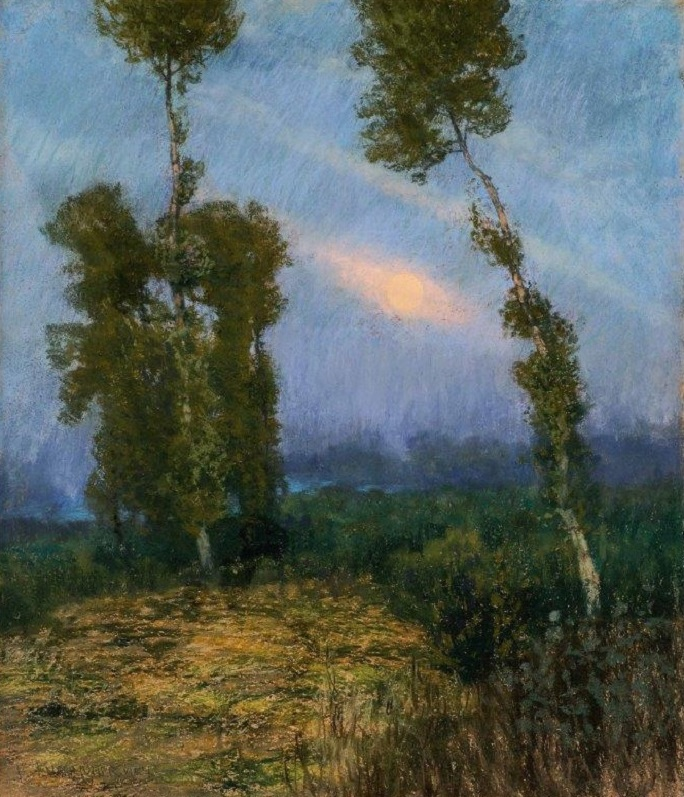
Ferdinand Engelmüller Večerní krajina s břízou (pastel, 1904)
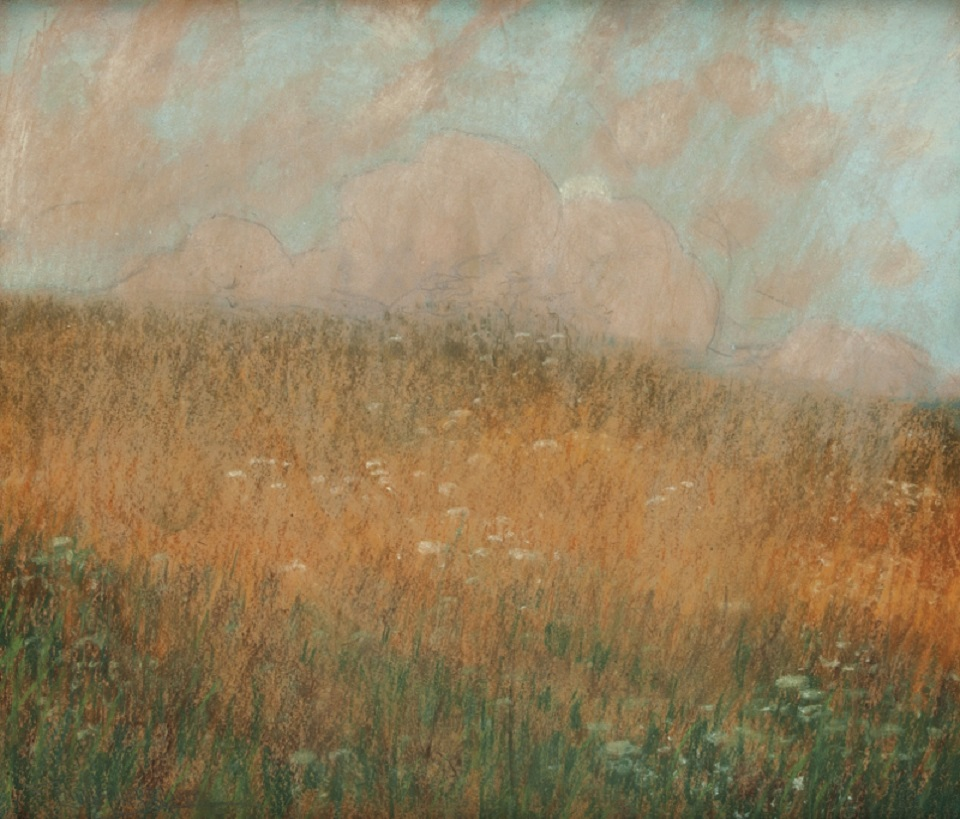
Ferdinand Engelmüller Letní odpoledne (pastel, 1904)
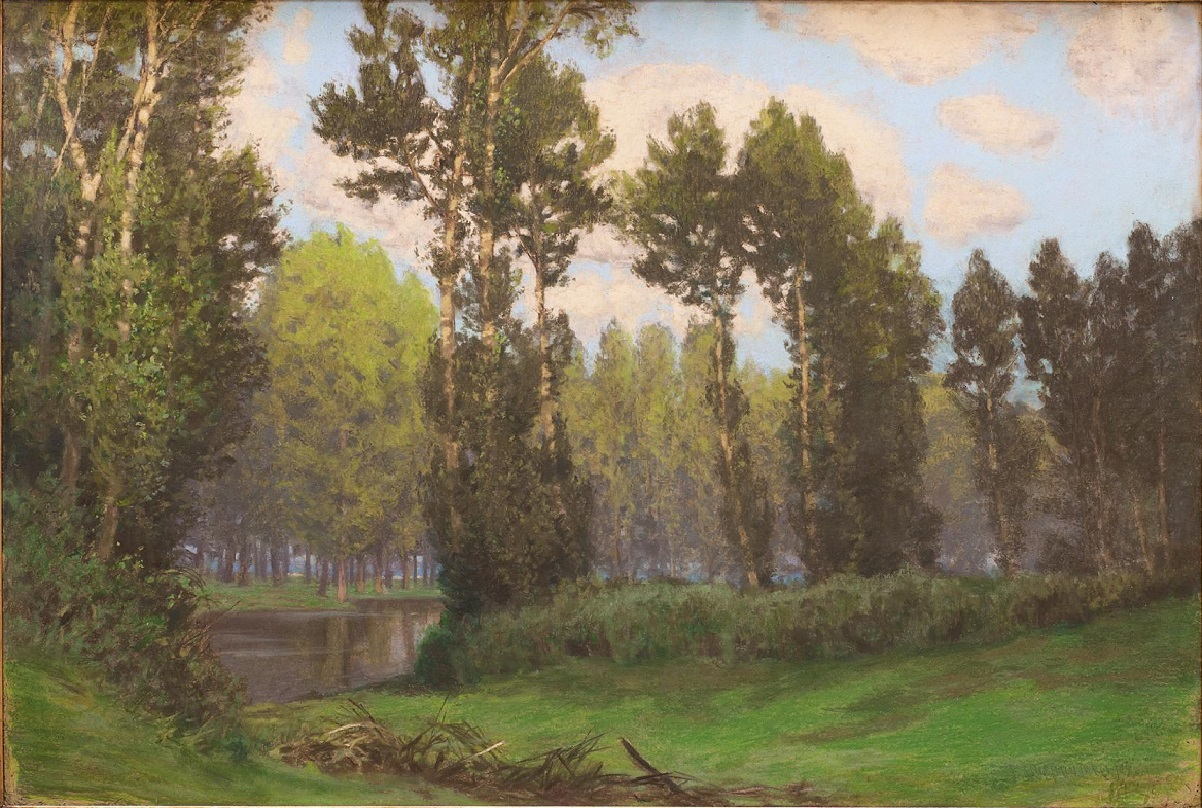
Ferdinand Engelmüller Léto (pastel, 1904)
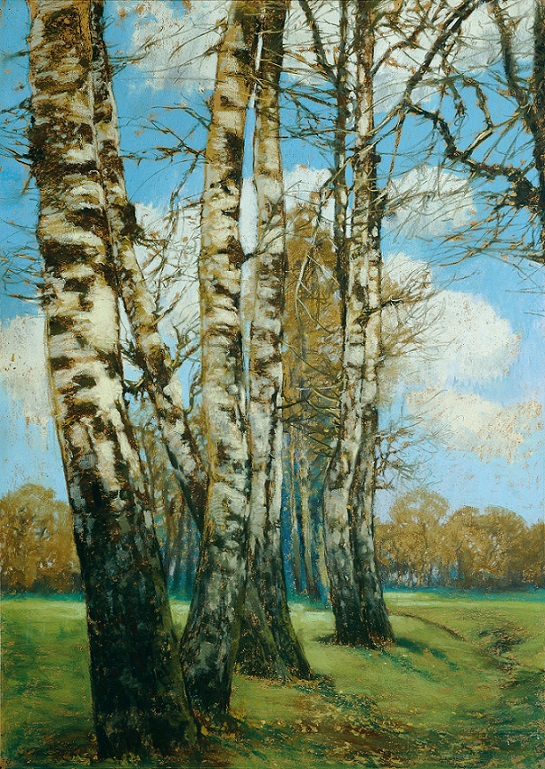
Ferdinand Engelmüller Břízy (pastel, 1907)
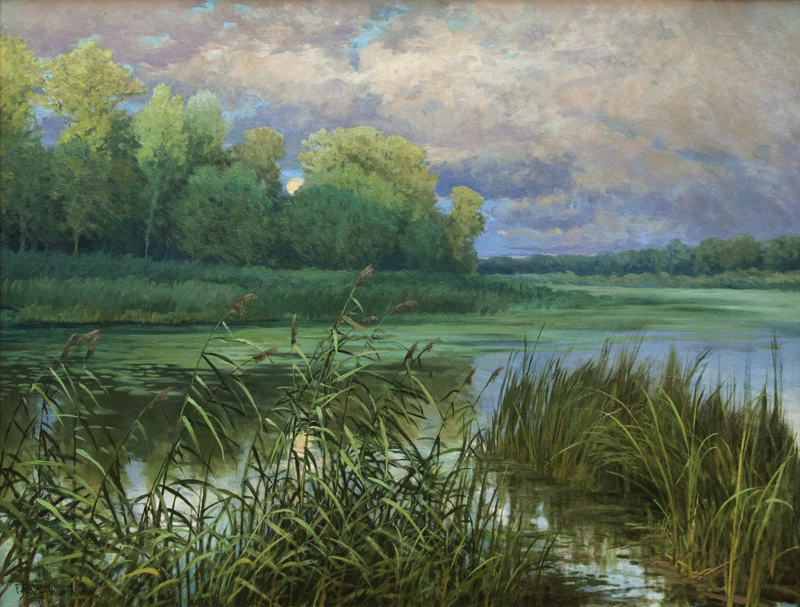
Ferdinand Engelmüller Na mrtvém rameni Labe (1907)
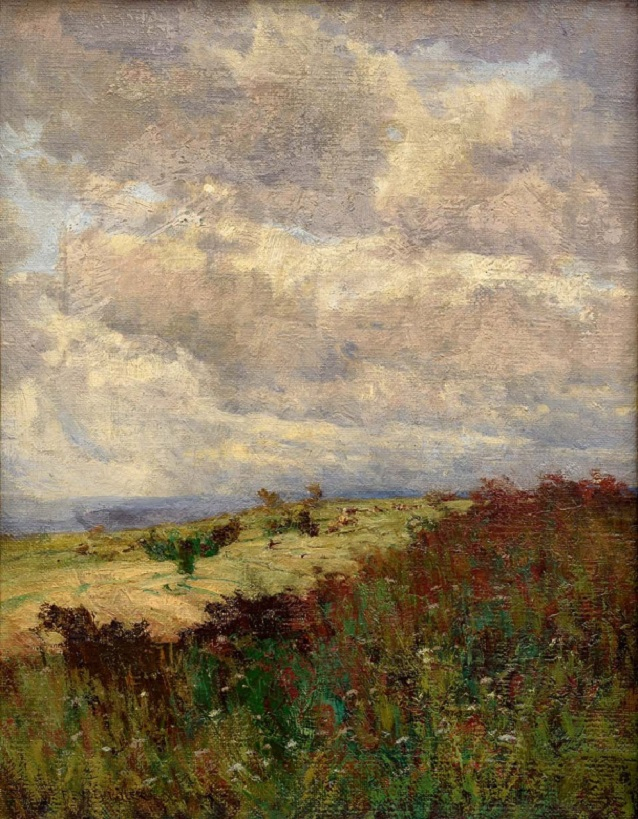
Ferdinand Engelmüller Krajina
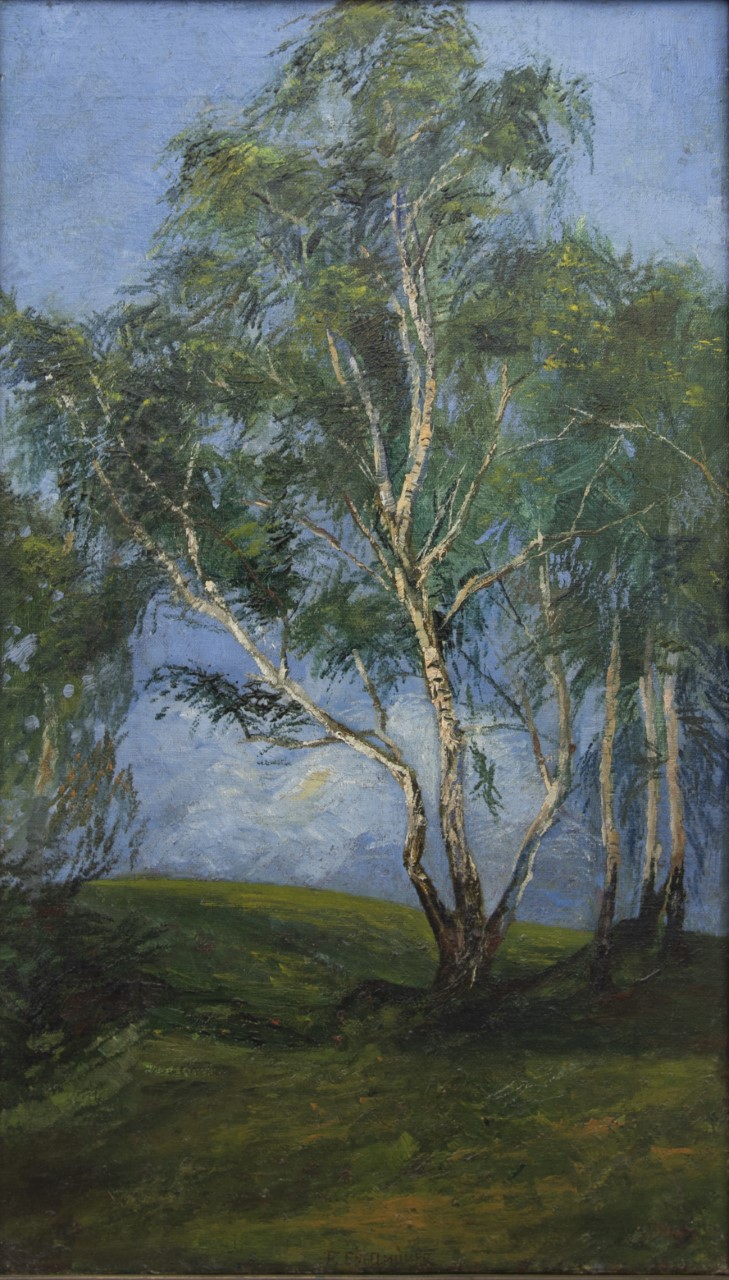
Ferdinand Engelmüller Břízy
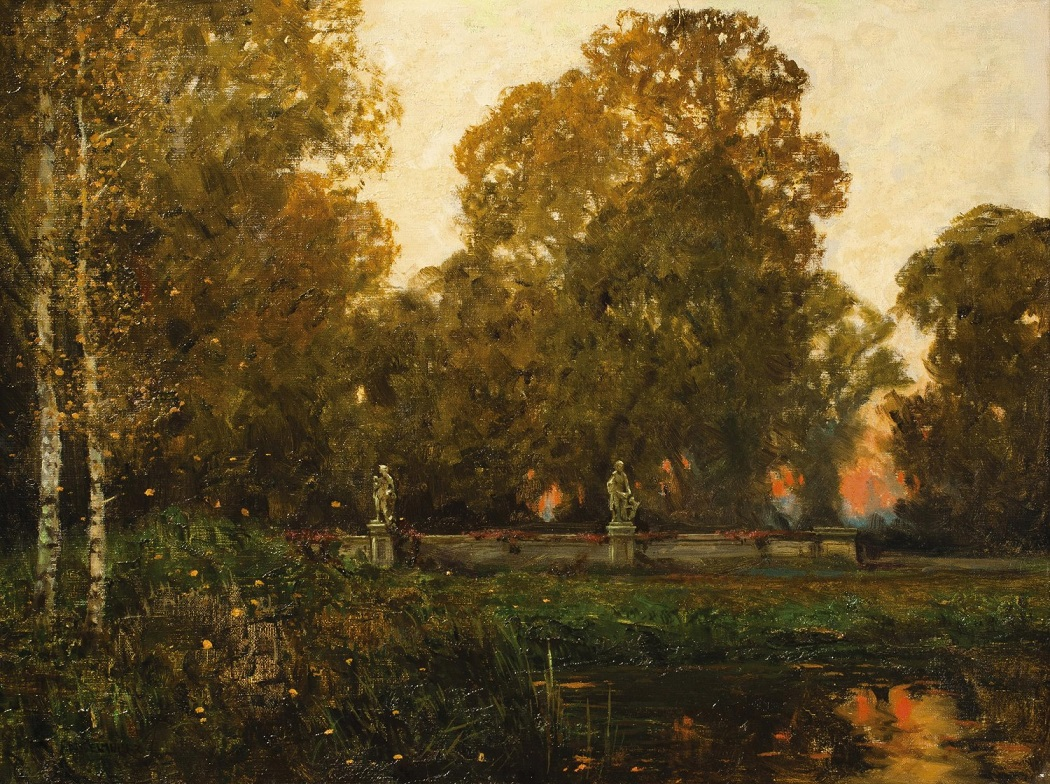
Ferdinand Engelmüller Večer ve starém parku
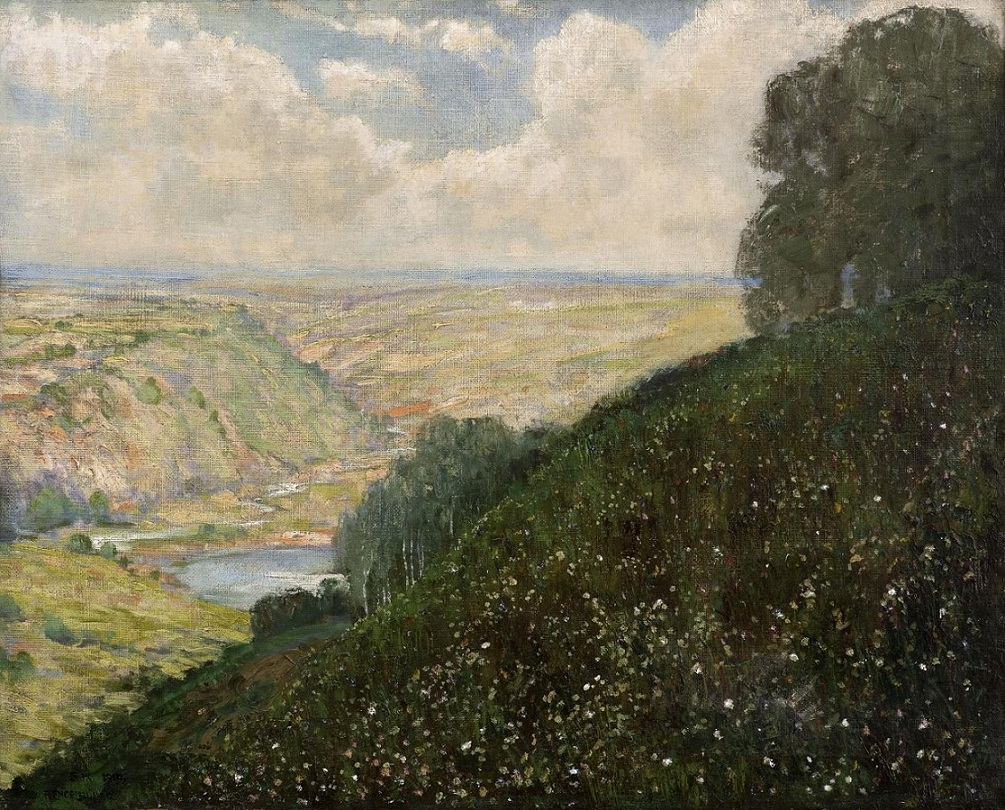
Ferdinand Engelmüller Nad tůní (1910)
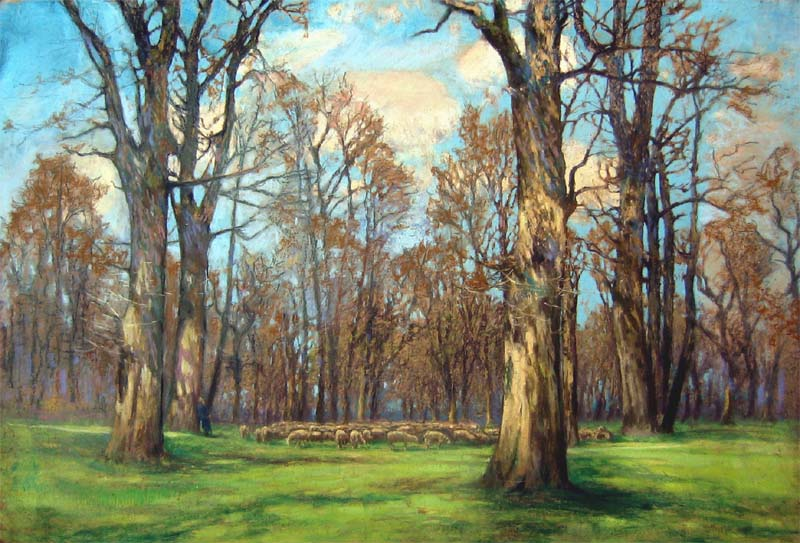
Ferdinand Engelmüller Před návratem (pastel, 1911)
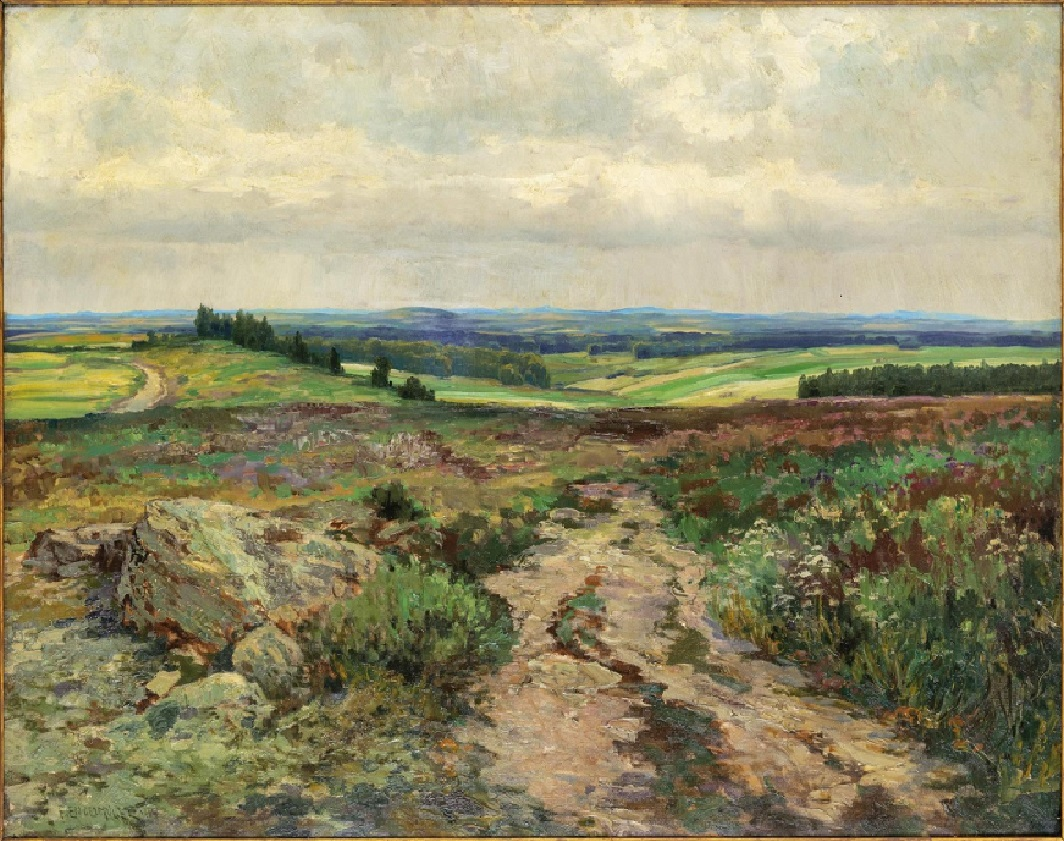
Ferdinand Engelmüller Krajina u Jindřichova Hradce (1915)
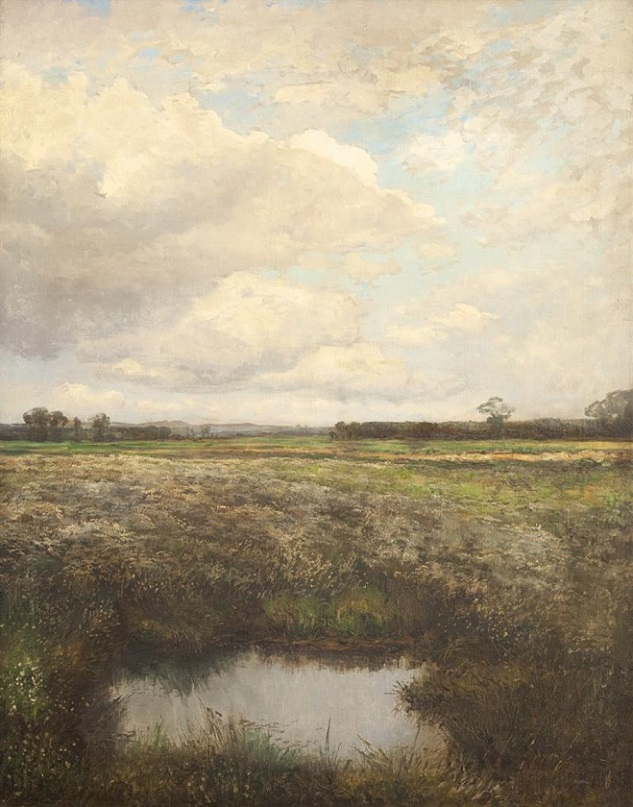
Ferdinand Engelmüller Širá rovina (1917)
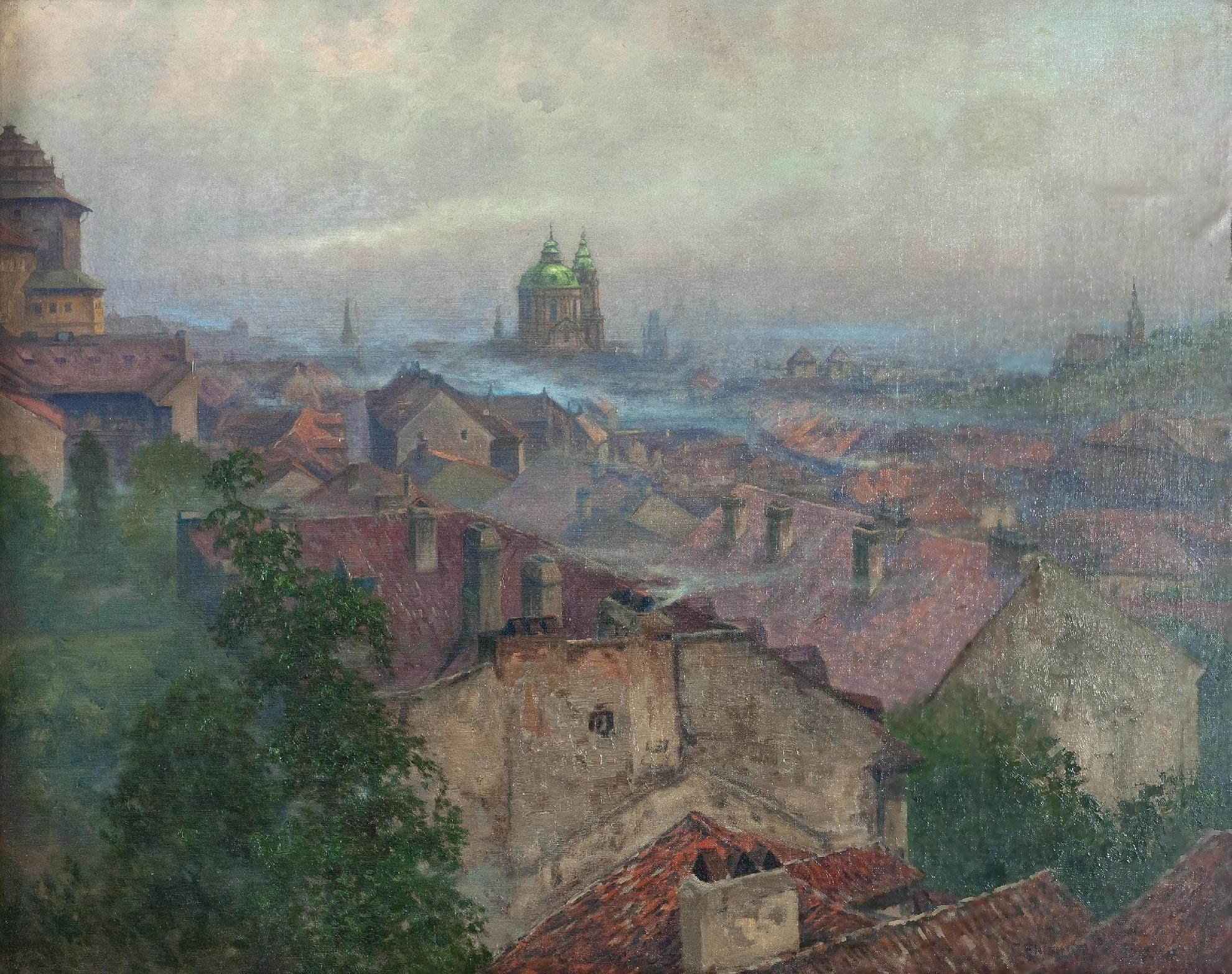
Ferdinand Engelmüller Jarní soumrak nad Prahou (1917)